# SN 2007lj
SN 2007lj – supernowa typu II odkryta 30 września 2007 roku w galaktyce A212841-0004. W momencie odkrycia miała maksymalną jasność 20,60m.